# Sikorsky S-70
La Sikorsky S-70 es una familia de helicópteros militares de carga media fabricados por la compañía estadounidense Sikorsky Aircraft. El helicóptero utilitario medio S-70 fue desarrollado para el Ejército de los Estados Unidos en los años 1970 y ganó la competición para ser designado UH-60 Black Hawk. Ha derivado en una larga familia de helicópteros en servicio con las Fuerzas Armadas de Estados Unidos, entre los que se incluyen la versión naval SH-60 Seahawk y los modelos de salvamento HH-60 Pave Hawk y HH-60 Jayhawk. Las versiones civiles, y algunas versiones militares son producidas bajo la designación S-70 del fabricante.

## Desarrollo
La familia S-70 fue desarrollada para cumplir los requisitos del programa UTTAS (sistema de avión de transporte táctico utilitario) del Ejército de Estados Unidos para reemplazar a la venerable familia de helicópteros utilitarios de media carga UH-1 Iroquois y para que fuese capaz de transportar a un pelotón de 11 infantes con su equipo de combate. Fueron construidos 3 prototipos, el primero (YUH-60A) hizo su primer vuelo el 17 de octubre de 1974 y fue evaluado contra el diseño de Boeing-Vertol, el YUH-61A. El YUH-60A fue seleccionado para producción y entró en servicio como UH-60A Black Hawk con el Ejército de Estados Unidos en 1979. A finales de 1980 el modelo fue actualizado al UH-60L con más potencia y capacidad de carga con el nuevo modelo -701C de motores de turbina.

## Componentes del S-70i
Estados Unidos

### Propulsión
| Sistema | País                      | Fabricante       | Notas            |
| ------- | ------------------------- | ---------------- | ---------------- |
| Motor   | Bandera de Estados Unidos | General Electric | 2 × T700-GE-701D |

## Variantes

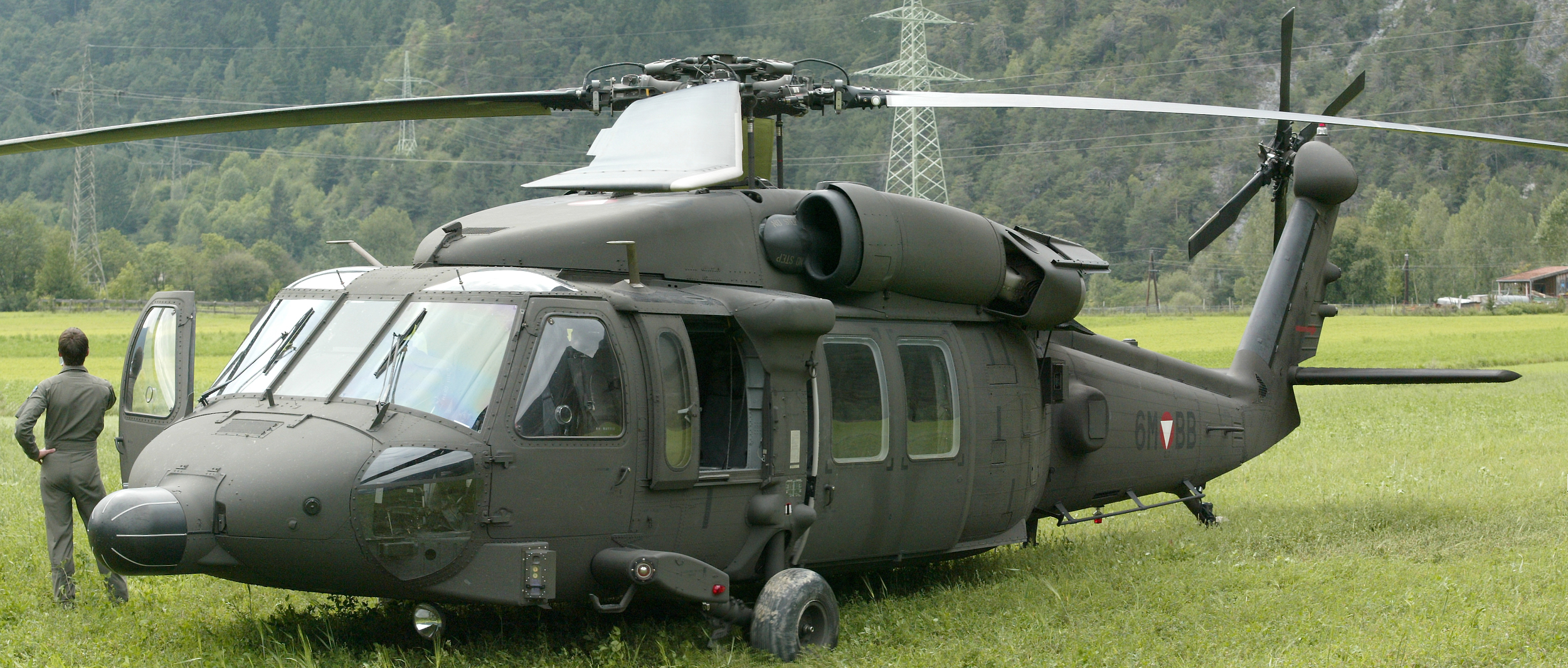
S-70 Blackhawk del Ejército Austriaco.

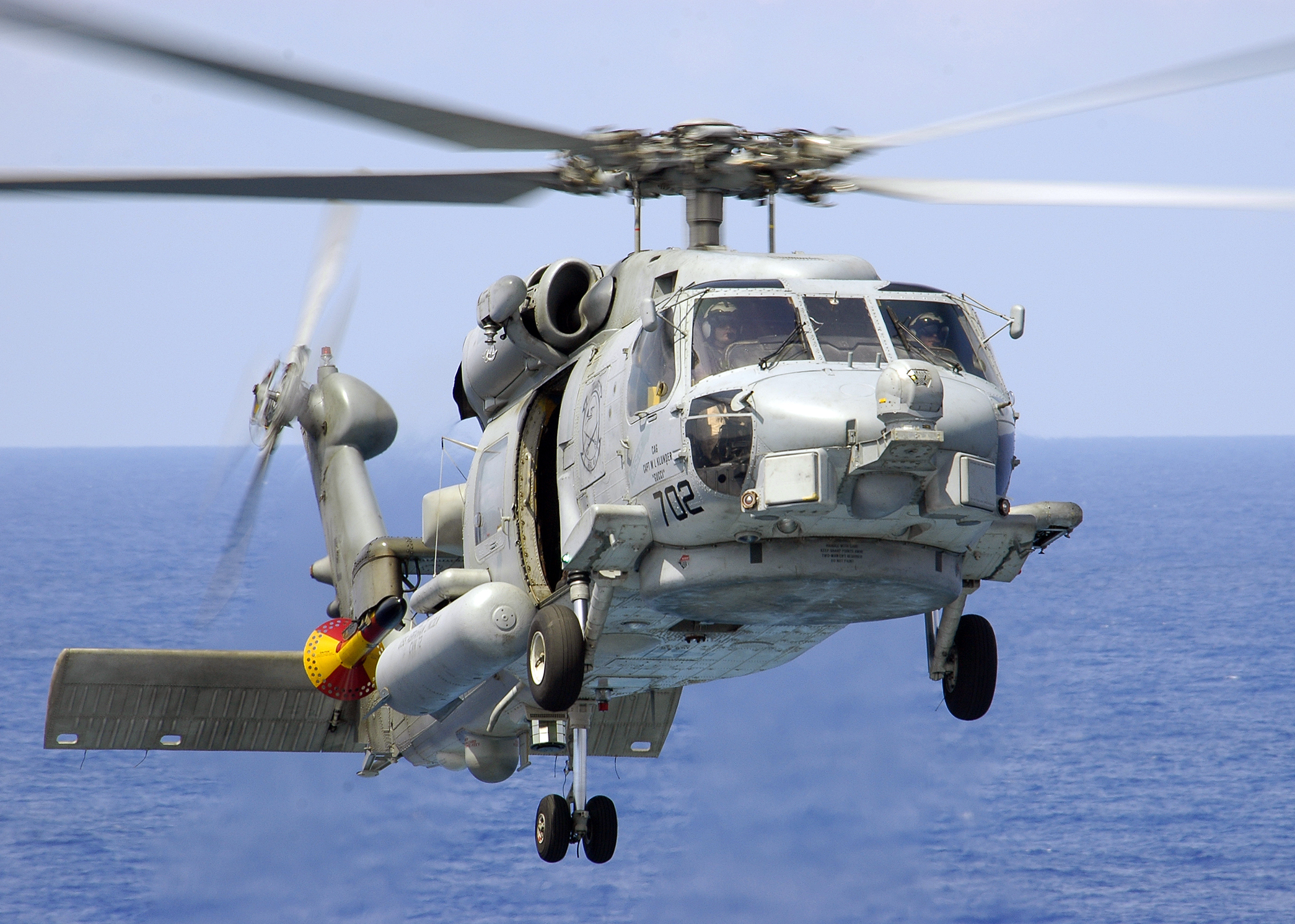
SH-60B Seahawk de la Armada de los Estados Unidos.

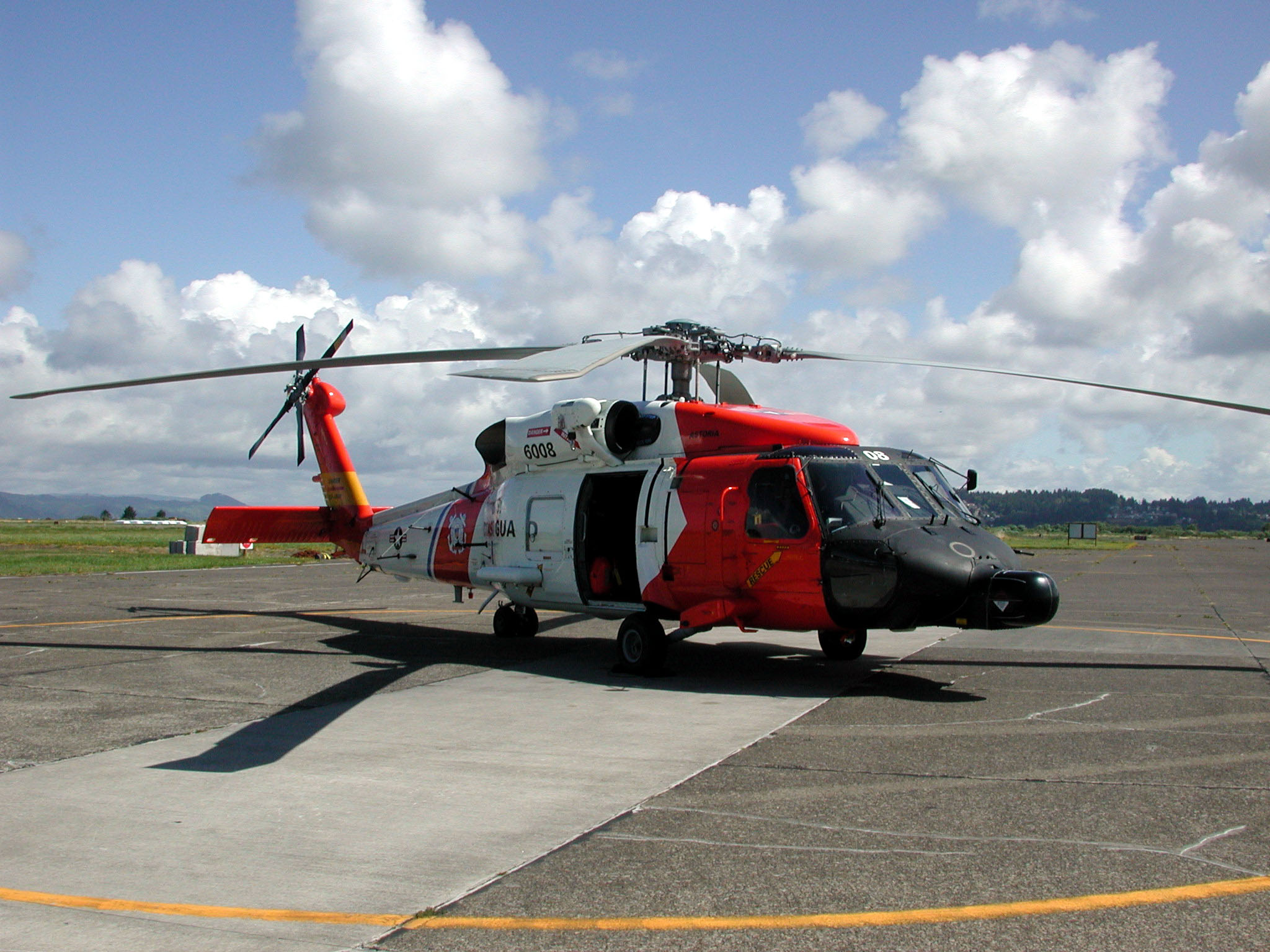
HH-60J JayHawk.

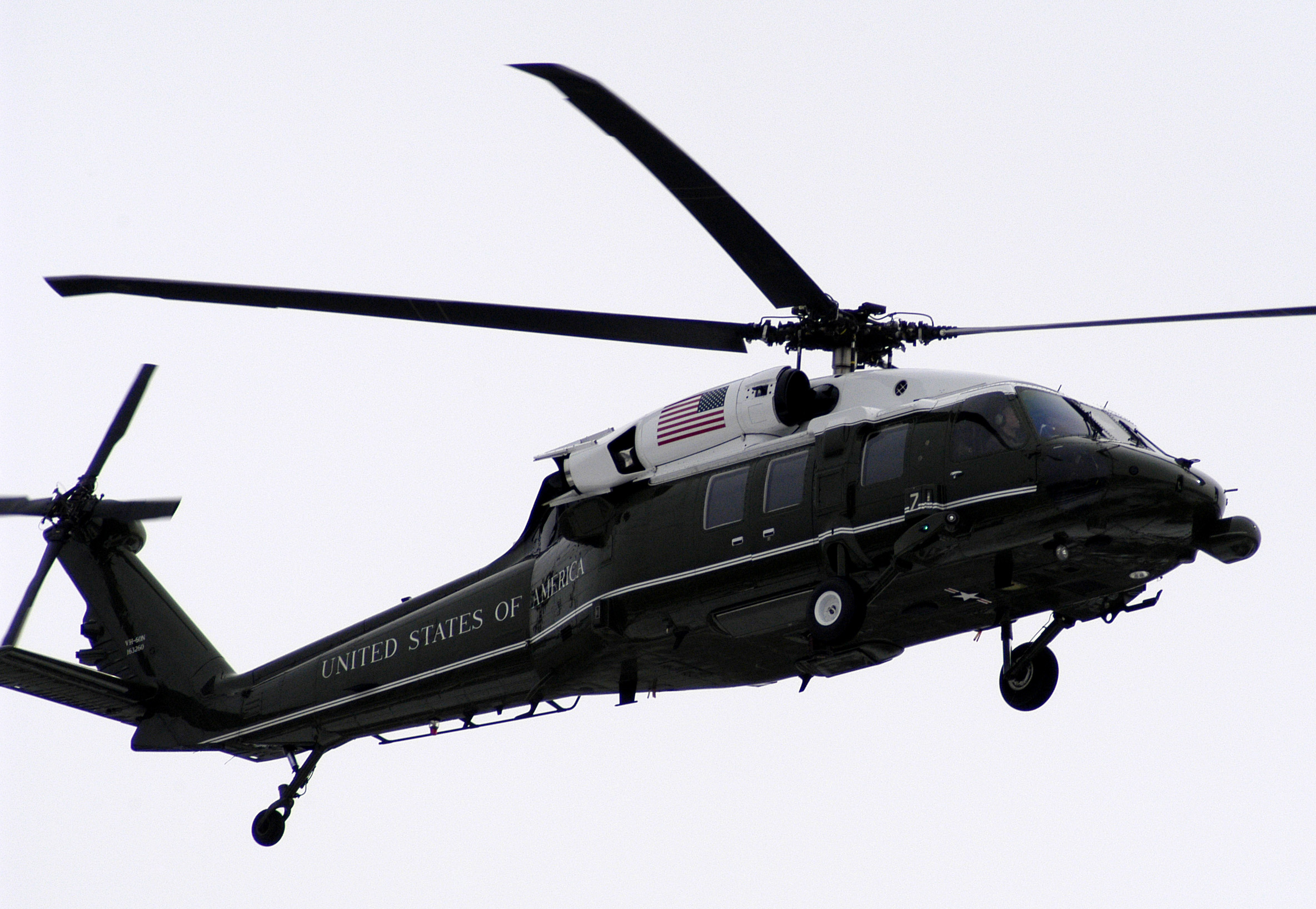
VH-60N White Hawk.

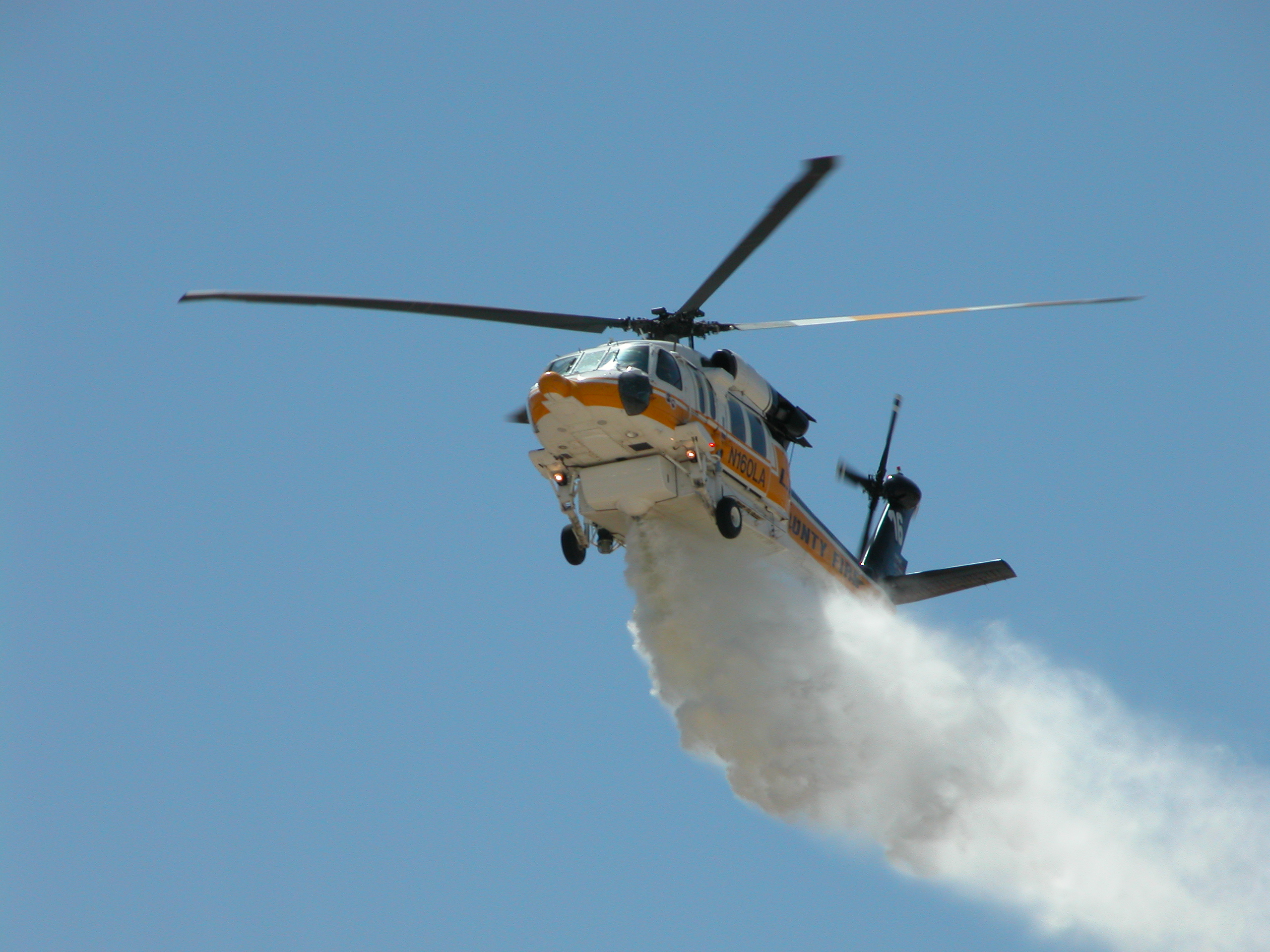
S-70A Firehawk del Departamento de bomberos del Condado de Los Ángeles durante una demostración en la Estación 129 en Lancaster, California.

### H-60
- UH-60 Black Hawk: El helicóptero utilitario militar básico usado por el Ejército de los Estados Unidos.

- SH-60 Seahawk: Variante de la Armada de Estados Unidos para búsqueda y rescate, patrulla marítima, guerra antisubmarina (ASW), con capacidad todo-tiempo y día/noche.

- HH-60 Pave Hawk: Variante de la Fuerza Aérea de Estados Unidos para búsqueda y rescate, evacuación médica (MEDEVAC), para operaciones diurnas y nocturnas.

- MH-60 "Knighthawk": Helicóptero de carga media-pesada de la Armada de Estados Unidos.

- HH-60 Jayhawk: Variante de los Guardacostas de Estados Unidos para patrulla marítima, interdicción, y búsqueda y rescate.

- VH-60 Presidential Hawk: Helicóptero para transporte del Presidente de los Estados Unidos, Marine One.

### S-70
La designación comercial del fabricante para la familia H-60/S-70 es S-70 Black Hawk.
- S-70A Black Hawk: Modelo militar para el mercado de exportación.
  - S-70A Firehawk: Variante para la lucha contra incendios del UH-60L. El sistema del tanque fue diseñado y es fabricado por Aero Union en Chico, California.
  - S-70A (N) Naval Hawk: Variante marítima que combina los diseños del S-70A Black Hawk y del S-70B Seahawk.
- S-70B/C Seahawk: Modelo militar marítimo para el mercado de exportación.
- S-70C Firehawk: Variante para extinción de incendios forestales.
- S-70i Black Hawk: Versión militar internacional.

### Derivados
- Sikorsky S-92: Helicóptero civil de carga media derivado del Black Hawk. 
  - H-92 Superhawk: Versión militar del S-92.
  - CH-148 Cyclone: Versión del H-92 para las Fuerzas Canadienses.

### Desarrollos relacionados
- UH-60 Black Hawk
- HH-60 Pave Hawk
- HH-60 Jayhawk
- MH-60 "Knight Hawk"
- SH-60 Seahawk
- VH-60 Presidental Hawk
- Mitsubishi SH-60
- Sikorsky S-92
- CH-148 Cyclone